# John Dimond
John William Dimond (ur. 9 maja 1892 w Nowym Jorku, zm. 15 września 1968 w Manhattan) – szermierz, szpadzista reprezentujący Stany Zjednoczone, uczestnik letnich igrzysk olimpijskich w Antwerpii w 1920 roku.